# Lista siturilor arheologice din județul Dâmbovița - C
Lista siturilor arheologice din județul Dâmbovița - C conține toate siturile arheologice din județul Dâmbovița înscrise în Repertoriul Arheologic Național (RAN) și aflate în localități al căror nume începe cu litera C. RAN este administrat de Ministerul Culturii și Patrimoniului Național și cuprinde date științifice, cartografice, topografice, imagini și planuri, precum și orice alte informații privitoare la zonele cu potențial arheologic, studiate sau nu, încă existente sau dispărute.
Puteți căuta un sit din localitățile care încep cu litera C folosind formularul de mai jos sau puteți naviga prin toate siturile din județ la Lista siturilor arheologice din județul Dâmbovița.
| Cod RAN                                   | Denumire | Localitate                                        | Adresă                                 | Datare                                      | Descoperit | Coordonate                                  | Imagine           | Erori            |
| ----------------------------------------- | --- | ------------------------------------------------- | -------------------------------------- | ------------------------------------------- | ---------- | ------------------------------------------- | ----------------- | ---------------- |
| 68306.01.01 (Cod LMI: DB-I-s-B-16990)     | Așezarea Glina de la Cazaci - "Islaz I" / ansamblu anonim (Categorie: locuire civilă) (Tip: Așezare) | sat Cazaci, comuna Nucet                          | Islaz I                                | Glina                                       |            |                                             | Încărcați imagine | Raportați eroare |
| 68306.02.01 (Cod LMI: DB-I-m-B-16991.04)  | Situl arheologic de la Cazaci - "Islaz II" / ansamblu anonim (Categorie: locuire civilă) (Tip: Așezare) | sat Cazaci, comuna Nucet                          | Islaz II                               | Brătești                                    |            |                                             | Încărcați imagine | Raportați eroare |
| 68306.02.02 (Cod LMI: DB-I-m-B-16991.03)  | Situl arheologic de la Cazaci - "Islaz II" / ansamblu anonim (Categorie: locuire civilă) (Tip: Așezare) | sat Cazaci, comuna Nucet                          | Islaz II                               |                                             |            |                                             | Încărcați imagine | Raportați eroare |
| 68306.02.03 (Cod LMI: DB-I-m-B-16991.02)  | Situl arheologic de la Cazaci - "Islaz II" / ansamblu anonim (Categorie: locuire civilă) (Tip: Așezare) | sat Cazaci, comuna Nucet                          | Islaz II                               |                                             |            |                                             | Încărcați imagine | Raportați eroare |
| 68306.02.04 (Cod LMI: DB-I-m-B-16991.01)  | Situl arheologic de la Cazaci - "Islaz II" / ansamblu Siliștea satului Gălășești (Categorie: locuire civilă) (Tip: Așezare rurală)                                                                               | sat Cazaci, comuna Nucet                          | Islaz II                               | sec. XIV - XVI                              |            |                                             | Încărcați imagine | Raportați eroare |
| 68306.03.01 (Cod LMI: DB-I-m-B-16992.02)  | Situl arheologic de la Cazaci - "Islaz - tarlaua lui Îmbulzitu" / ansamblu anonim (Categorie: locuire civilă) (Tip: Așezare)                                                                                     | sat Cazaci, comuna Nucet                          | Islaz - tarlaua lui Îmbulzitu          | Glina                                       |            |                                             | Încărcați imagine | Raportați eroare |
| 68306.03.02 (Cod LMI: DB-I-m-B-16992.01)  | Situl arheologic de la Cazaci - "Islaz - tarlaua lui Îmbulzitu" / ansamblu anonim (Categorie: locuire civilă) (Tip: Așezare)                                                                                     | sat Cazaci, comuna Nucet                          | Islaz - tarlaua lui Îmbulzitu          | sec. IV                                     |            |                                             | Încărcați imagine | Raportați eroare |
| 68949.01.01 (Cod LMI: DB-I-m-B-16995.02)  | Situl arheologic de la Căprioru - "Dealul Mlaca" / ansamblu anonim (Categorie: locuire civilă) (Tip: Așezare) | sat Căprioru, comuna Tătărani                     | Dealul Mlaca                           | geto-dacică sec. II - I a. Chr.             |            |                                             | Încărcați imagine | Raportați eroare |
| 68949.01.02 (Cod LMI: DB-I-m-B-16995.01)  | Situl arheologic de la Căprioru - "Dealul Mlaca" / ansamblu anonim (Categorie: locuire civilă) (Tip: Așezare) | sat Căprioru, comuna Tătărani                     | Dealul Mlaca                           | sec. II - III                               |            |                                             | Încărcați imagine | Raportați eroare |
| 67041.01.01 (Cod LMI: DB-I-m-B-16996.02)  | Situl arheologic de la Cătunu - "Islaz" / ansamblu anonim (Categorie: locuire civilă) (Tip: Așezare) | sat Cătunu, comuna Cornești                       | Islaz                                  | geto-dacică sec. II-I a.Chr.                |            |                                             | Încărcați imagine | Raportați eroare |
| 67041.01.02 (Cod LMI: DB-I-m-B-16996.01)  | Situl arheologic de la Cătunu - "Islaz" / ansamblu anonim (Categorie: locuire civilă) (Tip: Așezare) | sat Cătunu, comuna Cornești                       | Islaz                                  | daco-romană sec. II - III                   |            |                                             | Încărcați imagine | Raportați eroare |
| 67041.02.01 (Cod LMI: DB-I-s-B-16997)     | Așezarea Latene de la Cătunu - "Movilița" / ansamblu anonim (Categorie: locuire civilă) (Tip: Așezare) | sat Cătunu, comuna Cornești                       | Movilița                               | geto-dacică sec. II - I a. Chr.             |            |                                             | Încărcați imagine | Raportați eroare |
| 67041.03.01 (Cod LMI: DB-I-m-A-16998.03)  | Situl arheologic de la Cătunu - "Viișoara" / ansamblu anonim (Categorie: locuire civilă) (Tip: Așezare) | sat Cătunu, comuna Cornești                       | Viișoara                               |                                             |            |                                             | Încărcați imagine | Raportați eroare |
| 67041.03.03 (Cod LMI: DB-I-m-A-16998.02)  | Situl arheologic de la Cătunu - "Viișoara" / ansamblu anonim (Categorie: locuire civilă) (Tip: Așezare) | sat Cătunu, comuna Cornești                       | Viișoara                               | sec. II - III                               |            |                                             | Încărcați imagine | Raportați eroare |
| 67041.03.02 (Cod LMI: DB-I-m-A-16998.01)  | Situl arheologic de la Cătunu - "Viișoara" / ansamblu anonim (Categorie: locuire civilă) (Tip: Așezare) | sat Cătunu, comuna Cornești                       | Viișoara                               | geto-dacică sec. I a.Chr - I p.Chr.         |            |                                             | Încărcați imagine | Raportați eroare |
| 101859.01.01 (Cod LMI: DB-I-s-B-16999)    | Așezarea Tei de la Ciocănești - "Pădurea Popeasca" / ansamblu anonim (Categorie: locuire civilă) (Tip: Așezare)                                                                                                  | sat Ciocănești, comuna Ciocănești                 | Pădurea Popeasca                       | Tei                                         |            |                                             | Încărcați imagine | Raportați eroare |
| 101859.02.01 (Cod LMI: DB-I-s-B-16955)    | Situl arheologic de la Ciocănești - "Plantație" / ansamblu anonim (Categorie: locuire civilă) (Tip: Așezare) | sat Ciocănești, comuna Ciocănești                 | Plantație                              | sec. IX-XI                                  |            |                                             | Încărcați imagine | Raportați eroare |
| 101859.02.02 (Cod LMI: DB-I-s-B-16955)    | Situl arheologic de la Ciocănești - "Plantație" / ansamblu anonim (Categorie: locuire civilă) (Tip: Așezare) | sat Ciocănești, comuna Ciocănești                 | Plantație                              |                                             |            |                                             | Încărcați imagine | Raportați eroare |
| 101859.02.03 (Cod LMI: DB-I-s-B-16955)    | Situl arheologic de la Ciocănești - "Plantație" / ansamblu anonim (Categorie: locuire civilă) (Tip: Așezare) | sat Ciocănești, comuna Ciocănești                 | Plantație                              |                                             |            |                                             | Încărcați imagine | Raportați eroare |
| 66535.01.01 (Cod LMI: DB-I-s-B-16993)     | Așezarea medievală de la Cândești-Vale - "Izvoarele Văii Plopului" / ansamblu anonim (Categorie: locuire civilă) (Tip: Așezare)                                                                                  | sat Cândești-Vale, comuna Cândești                | Izvoarele Văii Plopului                | sec. XV - XVIII                             |            |                                             | Încărcați imagine | Raportați eroare |
| 66535.02.01 (Cod LMI: DB-I-s-B-16994)     | Necropola din epoca bronzului de la Cândești-Vale - "Dealul lui Istrate" / ansamblu anonim (Categorie: descoperire funerară) (Tip: Necropolă tumulară)                                                           | sat Cândești-Vale, comuna Cândești                | Dealul lui Istrate                     |                                             |            |                                             | Încărcați imagine | Raportați eroare |
| 102302.01.01 (Cod LMI: DB-I-m-B-17000.02) | Situl arheologic de la Cocani - "Vii" / ansamblu anonim (Categorie: locuire civilă) (Tip: Așezare) | sat Cocani, comuna Crevedia                       | Vii                                    |                                             |            |                                             | Încărcați imagine | Raportați eroare |
| 102302.01.02 (Cod LMI: DB-I-m-B-17000.01) | Situl arheologic de la Cocani - "Vii" / ansamblu anonim (Categorie: locuire civilă) (Tip: Așezare) | sat Cocani, comuna Crevedia                       | Vii                                    | sec. IX - X                                 |            |                                             | Încărcați imagine | Raportați eroare |
| 66704.01.01 (Cod LMI: DB-I-m-B-17001.03)  | Situl arheologic de la Cojasca - "La Ion Tercan" / ansamblu anonim (Categorie: locuire civilă) (Tip: Așezare) | sat Cojasca, comuna Cojasca                       | La Ion Tercan                          |                                             |            |                                             | Încărcați imagine | Raportați eroare |
| 66704.01.02 (Cod LMI: DB-I-m-B-17001.02)  | Situl arheologic de la Cojasca - "La Ion Tercan" / ansamblu anonim (Categorie: locuire civilă) (Tip: Așezare) | sat Cojasca, comuna Cojasca                       | La Ion Tercan                          | daco-romană sec. I - IV                     |            |                                             | Încărcați imagine | Raportați eroare |
| 66704.01.03 (Cod LMI: DB-I-m-B-17001.01)  | Situl arheologic de la Cojasca - "La Ion Tercan" / ansamblu anonim (Categorie: locuire civilă) (Tip: Așezare) | sat Cojasca, comuna Cojasca                       | La Ion Tercan                          | Dridu sec. IX - X                           |            |                                             | Încărcați imagine | Raportați eroare |
| 65529.01.01 (Cod LMI: DB-I-m-B-17002.02)  | Situl arheologic de la Colanu - "Cega" / ansamblu anonim (Categorie: locuire civilă) (Tip: Așezare) | sat Colanu, comuna Ulmi                           | Cega                                   |                                             |            |                                             | Încărcați imagine | Raportați eroare |
| 65529.01.02 (Cod LMI: DB-I-m-B-17002.01)  | Situl arheologic de la Colanu - "Cega" / ansamblu anonim (Categorie: locuire civilă) (Tip: Așezare) | sat Colanu, comuna Ulmi                           | Cega                                   | geto-dacică                                 |            |                                             | Încărcați imagine | Raportați eroare |
| 65529.02.01 (Cod LMI: DB-I-s-B-17003)     | Situl arheologic de la Colanu - "Școală" / ansamblu anonim (Categorie: locuire civilă) (Tip: Așezare) | sat Colanu, comuna Ulmi                           | Școală                                 | Tei                                         |            |                                             | Încărcați imagine | Raportați eroare |
| 65529.02.02 (Cod LMI: DB-I-s-B-17003)     | Situl arheologic de la Colanu - "Școală" / ansamblu anonim (Categorie: locuire civilă) (Tip: Așezare) | sat Colanu, comuna Ulmi                           | Școală                                 | sec. III - IV                               |            |                                             | Încărcați imagine | Raportați eroare |
| 66740.01.01 (Cod LMI: DB-I-m-A-17004.04)  | Situl arheologic de la Comișani - "Cetatea Fetei" / ansamblu anonim (Categorie: locuire civilă) (Tip: Așezare)                                                                                                   | sat Comișani, comuna Comișani                     | Cetatea Fetei                          |                                             |            |                                             | Încărcați imagine | Raportați eroare |
| 66740.01.02 (Cod LMI: DB-I-m-A-17004.03)  | Situl arheologic de la Comișani - "Cetatea Fetei" / ansamblu anonim (Categorie: locuire civilă) (Tip: Fortificație cu val de pământ și palisadă)                                                                 | sat Comișani, comuna Comișani                     | Cetatea Fetei                          |                                             |            |                                             | Încărcați imagine | Raportați eroare |
| 66740.01.03 (Cod LMI: DB-I-m-A-17004.02)  | Situl arheologic de la Comișani - "Cetatea Fetei" / ansamblu anonim (Categorie: locuire civilă) (Tip: Așezare)                                                                                                   | sat Comișani, comuna Comișani                     | Cetatea Fetei                          | sec. IV                                     |            |                                             | Încărcați imagine | Raportați eroare |
| 66740.01.04 (Cod LMI: DB-I-m-A-17004.01)  | Situl arheologic de la Comișani - "Cetatea Fetei" / ansamblu anonim (Categorie: locuire civilă) (Tip: Așezare)                                                                                                   | sat Comișani, comuna Comișani                     | Cetatea Fetei                          | sec. XV - XVI                               |            |                                             | Încărcați imagine | Raportați eroare |
| 66740.02.01 (Cod LMI: DB-I-s-B-17005)     | Tumulul de la Comișani - "Movila" / ansamblu anonim (Categorie: descoperire funerară) (Tip: Tumul) | sat Comișani, comuna Comișani                     | Movila                                 |                                             |            |                                             | Încărcați imagine | Raportați eroare |
| 66740.03.01 (Cod LMI: DB-I-m-B-17006.02)  | Situl arheologic de la Comișani - "Solarii" / ansamblu anonim (Categorie: locuire civilă) (Tip: Așezare) | sat Comișani, comuna Comișani                     | Solarii                                | Tei - Tei II                                |            |                                             | Încărcați imagine | Raportați eroare |
| 66740.03.02 (Cod LMI: DB-I-m-B-17006.01)  | Situl arheologic de la Comișani - "Solarii" / ansamblu anonim (Categorie: locuire civilă) (Tip: Așezare) | sat Comișani, comuna Comișani                     | Solarii                                | Ipotești - Cândești sec. V - VI             |            |                                             | Încărcați imagine | Raportați eroare |
| 66740.04.01 (Cod LMI: DB-I-s-B-17007)     | Necropola din epoca bronzului de la Comișani - "Școala - Movile" / ansamblu anonim (Categorie: descoperire funerară) (Tip: Necropolă tumulară)                                                                   | sat Comișani, comuna Comișani                     | Școala - Movile                        |                                             |            |                                             | Încărcați imagine | Raportați eroare |
| 66866.01.01 (Cod LMI: DB-I-m-B-17008.02)  | Situl arheologic de la Corbii Mari - "Grajdurile CAP" / ansamblu anonim (Categorie: locuire civilă) (Tip: Așezare)                                                                                               | sat Corbii Mari, comuna Corbii Mari               | Grajdurile CAP                         |                                             |            |                                             | Încărcați imagine | Raportați eroare |
| 66866.01.02 (Cod LMI: DB-I-m-B-17008.01)  | Situl arheologic de la Corbii Mari - "Grajdurile CAP" / ansamblu anonim (Categorie: locuire civilă) (Tip: Așezare)                                                                                               | sat Corbii Mari, comuna Corbii Mari               | Grajdurile CAP                         | geto-dacică sec. II - Ia.Chr.               |            |                                             | Încărcați imagine | Raportați eroare |
| 66866.02.01 (Cod LMI: DB-I-s-B-17009)     | Așezarea Tei de la Corbii Mari - "În Luncă" / ansamblu anonim (Categorie: locuire civilă) (Tip: Așezare) | sat Corbii Mari, comuna Corbii Mari               | În Luncă                               | Tei                                         |            |                                             | Încărcați imagine | Raportați eroare |
| 66866.03.01 (Cod LMI: DB-I-m-B-17010.02)  | Situl arheologic de la Corbii Mari - "La Cimitir" / ansamblu anonim (Categorie: locuire civilă) (Tip: Așezare)                                                                                                   | sat Corbii Mari, comuna Corbii Mari               | La Cimitir                             |                                             |            |                                             | Încărcați imagine | Raportați eroare |
| 66866.03.02 (Cod LMI: DB-I-m-B-17010.01)  | Situl arheologic de la Corbii Mari - "La Cimitir" / ansamblu anonim (Categorie: locuire civilă) (Tip: Așezare)                                                                                                   | sat Corbii Mari, comuna Corbii Mari               | La Cimitir                             | geto-dacică sec. II-I a.Chr.                |            |                                             | Încărcați imagine | Raportați eroare |
| 66866.04.01 (Cod LMI: DB-I-s-B-17011)     | Așezarea Gumelnița de la Corbii Mari - "Măgura" / ansamblu anonim (Categorie: locuire civilă) (Tip: Tell) | sat Corbii Mari, comuna Corbii Mari               | Măgura                                 | Gumelnița                                   |            |                                             | Încărcați imagine | Raportați eroare |
| 66866.05.01 (Cod LMI: DB-I-m-B-17012.03)  | Situl arheologic de la Corbii Mari - "Sediul Schela Petrol" / ansamblu anonim (Categorie: locuire civilă) (Tip: Așezare)                                                                                         | sat Corbii Mari, comuna Corbii Mari               | Sediul Schela Petrol                   |                                             |            |                                             | Încărcați imagine | Raportați eroare |
| 66866.05.02 (Cod LMI: DB-I-m-B-17012.02)  | Situl arheologic de la Corbii Mari - "Sediul Schela Petrol" / ansamblu anonim (Categorie: locuire civilă) (Tip: Așezare)                                                                                         | sat Corbii Mari, comuna Corbii Mari               | Sediul Schela Petrol                   | geto-dacică sec. II-I a.Chr.                |            |                                             | Încărcați imagine | Raportați eroare |
| 66866.05.03 (Cod LMI: DB-I-m-B-17012.01)  | Situl arheologic de la Corbii Mari - "Sediul Schela Petrol" / ansamblu anonim (Categorie: locuire civilă) (Tip: Așezare)                                                                                         | sat Corbii Mari, comuna Corbii Mari               | Sediul Schela Petrol                   |                                             |            |                                             | Încărcați imagine | Raportați eroare |
| 66964.01.01 (Cod LMI: DB-I-s-B-17013)     | Brazda lui Novac de Nord de la Cornățelu-Crângul Turcului și Puțul Predescului / ansamblu Brazda lui Novac de Nord (Categorie: fortificație) (Tip: Fortificație de pământ)                                       | sat Cornățelu, comuna Cornățelu                   | Crângul Turcului și Puțul Predescului  | romană                                      |            |                                             | Încărcați imagine | Raportați eroare |
| 67023.01.01 (Cod LMI: DB-I-s-B-17014)     | Așezarea medievală de la Cornești - "Între gârle" / ansamblu anonim (Categorie: locuire civilă) (Tip: Așezare)                                                                                                   | sat Cornești, comuna Cornești                     | Între gârle                            | Dridu sec. VIII - XI                        | 1975       |                                             | Încărcați imagine | Raportați eroare |
| 67023.02.01 (Cod LMI: DB-I-m-B-17015.04)  | Situl arheologic de la Cornești - "Siliștea Cornești" / ansamblu anonim (Categorie: locuire) (Tip: Așezare) | sat Cornești, comuna Cornești                     | Siliștea Cornești                      |                                             |            |                                             | Încărcați imagine | Raportați eroare |
| 67023.02.02 (Cod LMI: DB-I-m-B-17015.02)  | Situl arheologic de la Cornești - "Siliștea Cornești" / ansamblu anonim (Categorie: locuire) (Tip: Așezare) | sat Cornești, comuna Cornești                     | Siliștea Cornești                      | sec. XV - XVIII                             |            |                                             | Încărcați imagine | Raportați eroare |
| 67023.02.03 (Cod LMI: DB-I-m-B-17015.03)  | Situl arheologic de la Cornești - "Siliștea Cornești" / ansamblu anonim (Categorie: locuire) (Tip: Necropolă) | sat Cornești, comuna Cornești                     | Siliștea Cornești                      | sec. XV - XVIII                             |            |                                             | Încărcați imagine | Raportați eroare |
| 67023.02.04 (Cod LMI: DB-I-m-B-17015.01)  | Situl arheologic de la Cornești - "Siliștea Cornești" / ansamblu anonim (Categorie: locuire) (Tip: Biserică) | sat Cornești, comuna Cornești                     | Siliștea Cornești                      | sec. XV - XVIII                             |            |                                             | Încărcați imagine | Raportați eroare |
| 67130.01.01 (Cod LMI: DB-I-s-B-17016)     | Necropola Latene de la Costeștii din Vale - "Grajduri" / ansamblu anonim (Categorie: descoperire funerară) (Tip: Necropolă birituală)                                                                            | sat Costeștii din Vale, comuna Costeștii din Vale | Grajduri sau Saivan                    | geto-dacică                                 |            |                                             | Încărcați imagine | Raportați eroare |
| 67130.02.01 (Cod LMI: DB-I-m-B-17017.03)  | Situl arheologic de la Costeștii din Vale - "Măgura" / ansamblu anonim (Categorie: locuire civilă) (Tip: Așezare)                                                                                                | sat Costeștii din Vale, comuna Costeștii din Vale | Măgura                                 | Glina                                       |            |                                             | Încărcați imagine | Raportați eroare |
| 67130.02.02 (Cod LMI: DB-I-s-B-17017)     | Situl arheologic de la Costeștii din Vale - "Măgura" / ansamblu anonim (Categorie: locuire civilă) (Tip: Așezare)                                                                                                | sat Costeștii din Vale, comuna Costeștii din Vale | Măgura                                 |                                             |            |                                             | Încărcați imagine | Raportați eroare |
| 67130.02.03 (Cod LMI: DB-I-m-B-17017.01)  | Situl arheologic de la Costeștii din Vale - "Măgura" / ansamblu anonim (Categorie: locuire civilă) (Tip: Așezare)                                                                                                | sat Costeștii din Vale, comuna Costeștii din Vale | Măgura                                 | Dridu sec. IX-X                             |            |                                             | Încărcați imagine | Raportați eroare |
| 67130.03.01 (Cod LMI: DB-I-s-B-17018)     | Tumulul de la Costeștii din Vale - "Măgura Tomșani" / ansamblu anonim (Categorie: descoperire funerară) (Tip: Tumul)                                                                                             | sat Costeștii din Vale, comuna Costeștii din Vale | Măgura Tomșani                         |                                             |            |                                             | Încărcați imagine | Raportați eroare |
| 67130.04.01 (Cod LMI: DB-I-m-A-17019.02)  | Situl arheologic de la Costeștii din Vale - "Proprietatea Octavian Visarion - Zăvoi" / ansamblu anonim (Categorie: neprecizată) (Tip: neprecizat)                                                                | sat Costeștii din Vale, comuna Costeștii din Vale | Proprietatea Octavian Visarion - Zăvoi |                                             |            |                                             | Încărcați imagine | Raportați eroare |
| 67130.04.02 (Cod LMI: DB-I-m-A-17019.01)  | Situl arheologic de la Costeștii din Vale - "Proprietatea Octavian Visarion - Zăvoi" / ansamblu anonim (Categorie: neprecizată) (Tip: neprecizat)                                                                | sat Costeștii din Vale, comuna Costeștii din Vale | Proprietatea Octavian Visarion - Zăvoi | sec. II - III                               |            |                                             | Încărcați imagine | Raportați eroare |
| 101868.01.01 (Cod LMI: DB-I-s-B-17020)    | Așezarea Latene de la Crețu - "Grajduri" / ansamblu anonim (Categorie: locuire civilă) (Tip: Așezare) | sat Crețu, comuna Ciocănești                      | Grajduri                               | geto-dacică sec. II-I a.Chr.                |            |                                             | Încărcați imagine | Raportați eroare |
| 101868.02.01 (Cod LMI: DB-I-s-B-17021)    | Așezarea medievală de la Crețu - "Siliște" / ansamblu anonim (Categorie: locuire civilă) (Tip: Așezare) | sat Crețu, comuna Ciocănești                      | Siliște                                | sec. XIV - XVI                              |            |                                             | Încărcați imagine | Raportați eroare |
| 67069.01.01 (Cod LMI: DB-I-s-B-17022)     | Așezarea daco-romană de la Crivățu - "Malu Roșu I" / ansamblu anonim (Categorie: locuire civilă) (Tip: Așezare)                                                                                                  | sat Crivățu, comuna Cornești                      | Malu Roșu I                            | daco-romană sec. III - IV                   |            |                                             | Încărcați imagine | Raportați eroare |
| 67069.02.01 (Cod LMI: DB-I-m-B-17023.02)  | Situl arheologic de la Crivățu - "Vărsarea Cricovului" / ansamblu anonim (Categorie: locuire civilă) (Tip: Așezare)                                                                                              | sat Crivățu, comuna Cornești                      | Vărsarea Cricovului                    | geto-dacică sec. II-I a.Chr.                |            |                                             | Încărcați imagine | Raportați eroare |
| 67069.02.02 (Cod LMI: DB-I-m-B-17023.01)  | Situl arheologic de la Crivățu - "Vărsarea Cricovului" / ansamblu anonim (Categorie: locuire civilă) (Tip: Așezare)                                                                                              | sat Crivățu, comuna Cornești                      | Vărsarea Cricovului                    | sec. IV                                     |            |                                             | Încărcați imagine | Raportați eroare |
| 68994.01.01 (Cod LMI: DB-I-m-B-17024.02)  | Situl arheologic de la Croitori - "Bunget" / ansamblu anonim (Categorie: locuire civilă) (Tip: Așezare) | sat Croitori, comuna Uliești                      | Bunget                                 |                                             |            |                                             | Încărcați imagine | Raportați eroare |
| 68994.01.02 (Cod LMI: DB-I-m-B-17024.01)  | Situl arheologic de la Croitori - "Bunget" / ansamblu anonim (Categorie: locuire civilă) (Tip: Așezare) | sat Croitori, comuna Uliești                      | Bunget                                 |                                             |            |                                             | Încărcați imagine | Raportați eroare |
| 68994.02.01 (Cod LMI: DB-I-m-B-17025.02)  | Situl arheologic de la Croitori - "Ferma CAP" / ansamblu anonim (Categorie: locuire civilă) (Tip: Așezare) | sat Croitori, comuna Uliești                      | Ferma CAP (Lacul Rații)                |                                             |            |                                             | Încărcați imagine | Raportați eroare |
| 68994.02.02 (Cod LMI: DB-I-m-B-17025.01)  | Situl arheologic de la Croitori - "Ferma CAP" / ansamblu anonim (Categorie: locuire civilă) (Tip: Așezare) | sat Croitori, comuna Uliești                      | Ferma CAP (Lacul Rații)                | sec. II - III                               |            |                                             | Încărcați imagine | Raportați eroare |
| 68994.03.01 (Cod LMI: DB-I-m-B-17026.02)  | Situl arheologic de la Croitori - "Școală" / ansamblu anonim (Categorie: locuire civilă) (Tip: Așezare) | sat Croitori, comuna Uliești                      | Școală                                 | geto-dacică sec. II - I a. Chr.             |            |                                             | Încărcați imagine | Raportați eroare |
| 68994.03.02 (Cod LMI: DB-I-m-B-17026.01)  | Situl arheologic de la Croitori - "Școală" / ansamblu anonim (Categorie: locuire civilă) (Tip: Așezare) | sat Croitori, comuna Uliești                      | Școală                                 | sec. IV                                     |            |                                             | Încărcați imagine | Raportați eroare |
| 65663.01.01 (Cod LMI: DB-I-m-B-17027.01)  | Situl arheologic medieval de la Cucuteni - "Dealul Mănăstirea" / ansamblu Ruinele Schitului Cucuteni (Categorie: locuire) (Tip: Schit)                                                                           | sat Cucuteni, comuna Moțăieni                     | Dealul Mănăstirea                      | sec. XVII                                   |            |                                             | Încărcați imagine | Raportați eroare |
| 65663.01.02 (Cod LMI: DB-I-m-B-17027.02)  | Situl arheologic medieval de la Cucuteni - "Dealul Mănăstirea" / ansamblu anonim (Categorie: locuire) (Tip: Necropolă)                                                                                           | sat Cucuteni, comuna Moțăieni                     | Dealul Mănăstirea                      | sec. XVII                                   |            |                                             | Încărcați imagine | Raportați eroare |
| 66535.03.01 (Cod LMI: DB-I-s-B-16994)     | Necropola tumulară din epoca bronzului de la Cândești-Vale - "Livadă" / ansamblu anonim (Categorie: descoperire funerară) (Tip: Necropolă tumulară)                                                              | sat Cândești-Vale, comuna Cândești                | Livadă                                 |                                             |            |                                             | Încărcați imagine | Raportați eroare |
| 66535.04.01                               | Biserica satului de la Cândești-Vale / ansamblu hramul Cuvioasa Paraschiva (Categorie: structură de cult/religioasă) (Tip: Biserică)                                                                             | sat Cândești-Vale, comuna Cândești                |                                        |                                             |            |                                             | Încărcați imagine | Raportați eroare |
| 66553.01.01                               | Biserica satului de la Cândești-Deal / ansamblu anonim (Categorie: structură de cult/religioasă) (Tip: Biserică de lemn)                                                                                         | sat Cândești Deal, comuna Cândești                |                                        | 1764                                        |            |                                             | Încărcați imagine | Raportați eroare |
| 101859.03.01                              | Situl medieval de la Ciocănești - "Centrul satului" / ansamblu anonim (Categorie: locuire) (Tip: Conac) | sat Ciocănești, comuna Ciocănești                 | Centrul satului                        | sec. XVII                                   |            |                                             | Încărcați imagine | Raportați eroare |
| 101859.03.02                              | Situl medieval de la Ciocănești - "Centrul satului" / ansamblu anonim (Categorie: locuire) (Tip: Schit) | sat Ciocănești, comuna Ciocănești                 | Centrul satului                        | sec. XVIII                                  |            |                                             | Încărcați imagine | Raportați eroare |
| 66615.01.01                               | Siliștea satului Chiliani / ansamblu anonim (Categorie: locuire civilă) (Tip: Siliște) | sat Călugăreni, comuna Cobia                      |                                        | sec. XVII-XVIII                             |            |                                             | Încărcați imagine | Raportați eroare |
| 66704.02.01                               | Așezarea geto-dacică de la Cojasca - "Lunca Ialomiței" / ansamblu anonim (Categorie: locuire civilă) (Tip: Așezare)                                                                                              | sat Cojasca, comuna Cojasca                       | Lunca Ialomiței                        | geto-dacică                                 |            |                                             | Încărcați imagine | Raportați eroare |
| 66802.01.01                               | Așezarea de epoca bronzului de la Călugăreni - "Zăvoi" / ansamblu anonim (Categorie: locuire civilă) (Tip: Așezare)                                                                                              | sat Călugăreni, comuna Conțești                   | Zăvoi                                  |                                             |            |                                             | Încărcați imagine | Raportați eroare |
| 66866.06.01 (Cod LMI: DB-II-m-A-17435)    | Biserica "Sfânta Treime" din Corbii Mari / ansamblu Sfânta Treime (Categorie: structură de cult/religioasă) (Tip: Biserică)                                                                                      | sat Corbii Mari, comuna Corbii Mari               | Biserică                               | 1693-1705                                   |            |                                             | Încărcați imagine | Raportați eroare |
| 66866.07.01 (Cod LMI: DB-II-m-B-17436)    | Ruinele curții medievale a boierilor Corbeni / ansamblu anonim (Categorie: locuire civilă) (Tip: Curte boierească)                                                                                               | sat Corbii Mari, comuna Corbii Mari               | Curtea Corbenilor                      | sec. XVI-XVIII                              |            |                                             | Încărcați imagine | Raportați eroare |
| 66964.02.01 (Cod LMI: DB-II-m-A-17437)    | Biserica satului Cornățelu / ansamblu Biserica "Sf. Nicolae" (Categorie: structură de cult/religioasă) (Tip: Biserică)                                                                                           | sat Cornățelu, comuna Cornățelu                   |                                        | 1596                                        |            |                                             | Încărcați imagine | Raportați eroare |
| 66964.03.01                               | Casele boierești ale familiei Cornățeanu- Biserică / ansamblu anonim (Categorie: locuire civilă) (Tip: Curte boierească)                                                                                         | sat Cornățelu, comuna Cornățelu                   | Biserică                               |                                             |            |                                             | Încărcați imagine | Raportați eroare |
| 66964.04.01                               | Siliștea satului Bulbuceni / ansamblu anonim (Categorie: locuire civilă) (Tip: Siliște) | sat Cornățelu, comuna Cornățelu                   |                                        | sec. XVIII                                  |            |                                             | Încărcați imagine | Raportați eroare |
| 66964.05.01                               | Siliștea satului Dobroței / ansamblu anonim (Categorie: locuire civilă) (Tip: Siliște) | sat Cornățelu, comuna Cornățelu                   |                                        | sec. XVII                                   |            |                                             | Încărcați imagine | Raportați eroare |
| 66991.01.01                               | Situl arheologic de la Corni - "Cota 160" / ansamblu anonim (Categorie: locuire civilă) (Tip: Așezare) | sat Corni, comuna Cornățelu                       | Cota 160                               | Glina                                       |            |                                             | Încărcați imagine | Raportați eroare |
| 66991.01.02                               | Situl arheologic de la Corni - "Cota 160" / ansamblu anonim (Categorie: locuire civilă) (Tip: Așezare) | sat Corni, comuna Cornățelu                       | Cota 160                               | Tei                                         |            |                                             | Încărcați imagine | Raportați eroare |
| 66991.01.03                               | Situl arheologic de la Corni - "Cota 160" / ansamblu anonim (Categorie: locuire civilă) (Tip: Așezare) | sat Corni, comuna Cornățelu                       | Cota 160                               | sec. V-VI                                   |            |                                             | Încărcați imagine | Raportați eroare |
| 67023.03.01                               | Așezarea neolitică de la Cornești - "Movila Corneasca" / ansamblu anonim (Categorie: locuire civilă) (Tip: Tell)                                                                                                 | sat Cornești, comuna Cornești                     | Movila Corneasca                       |                                             |            |                                             | Încărcați imagine | Raportați eroare |
| 67023.04.01                               | Așezarea de epoca bronzului de la Cornești - "Movila lui Ion Dâlvaru" / ansamblu anonim (Categorie: locuire civilă) (Tip: Așezare)                                                                               | sat Cornești, comuna Cornești                     | Movila lui Ion Dâlvaru                 |                                             |            |                                             | Încărcați imagine | Raportați eroare |
| 67023.05.01                               | Așezarea Ipotești - Cândești de la Cornești - "Pod" / ansamblu anonim (Categorie: locuire civilă) (Tip: Așezare)                                                                                                 | sat Cornești, comuna Cornești                     | Pod                                    | Ipotești - Cândești sec. VII-VIII           |            |                                             | Încărcați imagine | Raportați eroare |
| 67023.06.01                               | Așezarea geto-dacică de la Cornești - "Dealul viilor" / ansamblu anonim (Categorie: locuire civilă) (Tip: Așezare)                                                                                               | sat Cornești, comuna Cornești                     | Dealul viilor                          | geto-dacică sec. II-I a.Chr.                |            |                                             | Încărcați imagine | Raportați eroare |
| 67023.07.01 (Cod LMI: DB-I-s-B-17015)     | Conacul familiei Cornescu de la Cornești- Fostul CAP / ansamblu anonim (Categorie: construcție) (Tip: Conac) | sat Cornești, comuna Cornești                     | Fostul CAP                             | a doua jum. sec. XVII                       |            |                                             | Încărcați imagine | Raportați eroare |
| 67023.08.01 (Cod LMI: DB-II-m-B-17438)    | Biserica satului Cornești / ansamblu Biserica Sf.Împărați Constantin și Elena (Categorie: structură de cult/religioasă) (Tip: Biserică)                                                                          | sat Cornești, comuna Cornești                     | Biserică                               | 1785                                        |            |                                             | Încărcați imagine | Raportați eroare |
| 67041.04.01                               | Situl arheologic de la Cătunu - "Olteni I" / ansamblu anonim (Categorie: locuire civilă) (Tip: Așezare) | sat Cătunu, comuna Cornești                       | Olteni I                               |                                             |            |                                             | Încărcați imagine | Raportați eroare |
| 67041.04.02                               | Situl arheologic de la Cătunu - "Olteni I" / ansamblu anonim (Categorie: locuire civilă) (Tip: Așezare) | sat Cătunu, comuna Cornești                       | Olteni I                               | daco-romană sec. II-III                     |            |                                             | Încărcați imagine | Raportați eroare |
| 67041.05.01                               | Așezarea neolitică de la Cătunu - "Olteni II" / ansamblu anonim (Categorie: locuire civilă) (Tip: Așezare) | sat Cătunu, comuna Cornești                       | Olteni II                              |                                             |            |                                             | Încărcați imagine | Raportați eroare |
| 67041.06.01                               | Așezarea Sântana de Mureș - Cerneahov de la Cătunu - "Mătâcă" / ansamblu anonim (Categorie: locuire civilă) (Tip: Așezare)                                                                                       | sat Cătunu, comuna Cornești                       | Mătâcă                                 | Sântana de Mureș - Cerneahov sec. IV p.Chr. |            |                                             | Încărcați imagine | Raportați eroare |
| 67041.07                                  | Tezaurul de monede romane imperiale de la Cătunu / ansamblu anonim (Categorie: depozit/tezaur) | sat Cătunu, comuna Cornești                       | Neprecizat                             |                                             |            |                                             | Încărcați imagine | Raportați eroare |
| 67041.08                                  | Denar roman republican de la Cătunu- Vatra satului (Categorie: descoperire izolată) (Tip: obiect izolat) | sat Cătunu, comuna Cornești                       | Vatra satului                          | sec. II-I a.Chr.                            |            |                                             | Încărcați imagine | Raportați eroare |
| 67041.09                                  | Stater de tip Alexandru cel Mare - "Cătunu" (Categorie: descoperire izolată) (Tip: obiect izolat) | sat Cătunu, comuna Cornești                       | Vatra satului                          | sec. IV-III a.Chr.                          |            |                                             | Încărcați imagine | Raportați eroare |
| 67069.03                                  | Tezaurul de monede romane de la Crivățu- Malu Roșu II / ansamblu anonim (Categorie: depozit/tezaur) | sat Crivățu, comuna Cornești                      | Malul Roșu II                          |                                             |            |                                             | Încărcați imagine | Raportați eroare |
| 66535.05.01 (Cod LMI: DB-II-m-A-17409)    | Biserica de lemn "Cuvioasa Paraschiva" din Virtop de la Biserica satului de la Cândești Vale / ansamblu Biserica de lemn "Cuvioasa Paraschiva" (Categorie: structură de cult/religioasă) (Tip: Biserică de lemn) | sat Cândești-Vale, comuna Cândești                |                                        | 1713                                        |            | 45°04′43″N 25°13′04″E / 45.0785°N 25.2178°E | Încărcați imagine | Raportați eroare |
| 68654.01.01 (Cod LMI: DB-I-m-B-17002.01)  | Situl arheologic de la Colacu- "Cega" / ansamblu anonim (Categorie: locuire civilă) (Tip: Așezare) | localitate componentă Colacu, oraș Răcari         | Cega                                   | Sântana de Mureș - Cerneahov                |            |                                             | Încărcați imagine | Raportați eroare |
| 68654.01.02 (Cod LMI: DB-I-m-B-17002.02)  | Situl arheologic de la Colacu- "Cega" / ansamblu anonim (Categorie: locuire civilă) (Tip: Așezare) | localitate componentă Colacu, oraș Răcari         | Cega                                   |                                             |            |                                             | Încărcați imagine | Raportați eroare |
| 68654.02.01 (Cod LMI: DB-I-m-B-17003.02)  | Situl arheologic de la Colacu, punct "Școala" / ansamblu anonim (Categorie: locuire civilă) (Tip: Așezare) | localitate componentă Colacu, oraș Răcari         | Școala                                 |                                             |            |                                             | Încărcați imagine | Raportați eroare |
| 68654.02.02 (Cod LMI: DB-I-s-B-17003)     | Situl arheologic de la Colacu, punct "Școala" / ansamblu anonim (Categorie: locuire civilă) (Tip: Așezare) | localitate componentă Colacu, oraș Răcari         | Școala                                 | Sântana de Mureș - Cerneahov sec. III-IV    |            |                                             | Încărcați imagine | Raportați eroare |
| 68306.04.01                               | Așezarea Brătești de la Cazaci- Izlaz III / ansamblu anonim (Categorie: locuire) (Tip: Așezare) | sat Cazaci, comuna Nucet                          | Izlaz III                              | Brătești                                    |            |                                             | Încărcați imagine | Raportați eroare |
| 68306.05.01                               | Așezarea din epoca migrațiilor de la Cazaci- Izlaz / ansamblu anonim (Categorie: locuire) (Tip: Așezare rurală)                                                                                                  | sat Cazaci, comuna Nucet                          | Izlaz                                  | sec. IV                                     |            |                                             | Încărcați imagine | Raportați eroare |
| 68654.03.01                               | Așezarea Sântana de Mureș de la Colacu- Baranga / ansamblu anonim (Categorie: locuire) (Tip: Așezare) | localitate componentă Colacu, oraș Răcari         | Baranga                                | Sântana de Mureș - Cerneahov                |            |                                             | Încărcați imagine | Raportați eroare |